# Aisymnetie
 Aisymnetie  (altgriechisch aisymneteía) war in der griechischen Antike die politische Herrschaft über einen Stadtstaat durch einen abseits aller üblichen Verfahren erwählten oder von einer befreundeten Stadt erbetenen Schlichter. Sie kam also selten zustande, meist als letzter Ausweg nach ergebnislosen Bürgerkriegen. Wesentlich war, dass der Aisymnet weder nach der alten Verfassung noch durch einen Staatsstreich, wie gewöhnlich ein Tyrann, an die Macht gekommen war. 
Wie in der Tyrannis gingen die Vollmachten eines Aisymneten weit und gestatteten ihm auch Verfassungsreformen, Feldherrenfunktionen und die Befugnis, Verträge mit anderen Staaten (Poleis) abzuschließen. Politisch war er stark von seinen staatsmännischen Gaben und natürlich von denjenigen politischen Kräften abhängig, die ihn gerufen hatten.
Mit seinem Abtreten ging diese außergewöhnliche Regierungsform gewöhnlich in eine verfassungsgemäße andere über, oft mit demokratischen Zügen.
Der historisch vielleicht erfolgreichste Aisymnet war der von Syrakus aus dessen Mutterstadt Korinth erbetene Timoleon.
Der antike Philosoph Aristoteles diskutierte die Staatsform in seinem Werk Politiká (Buch III.14 [1285c], Buch IV.10 [1295a]). Er unterschied sie von anderen Tyrannenherrschaften, weil sie nicht erblich war. Darüber hinaus betonte er, sie könne sowohl lebenslang als auch vorübergehend ausgeübt werden. 